# Scooter Braun
Scott Samuel (Scooter) Braun (New York, 18 juni 1981) is een Amerikaanse ondernemer, talentmanager, investeerder en CEO. Braun is de oprichter van amusements- en mediabedrijf SB Projects en vertegenwoordigt onder anderen Justin Bieber, Ariana Grande, Demi Lovato, Martin Garrix (tot 31 december 2017), PSY, Carly Rae Jepsen, Dan + Shay, Zac Brown Band, Kanye West en Tori Kelly. Hij werd in 2016 genomineerd voor een Grammy Award. Braun is ook samen met Hollywoodproducent David Maisel medeoprichter van comic-filmstudio Mythos Studios.
Braun werd in 2013 door Time opgenomen in de lijst van "invloedrijkste personen ter wereld". Braun was in 2018 medeorganisator van March for Our Lives, de door studenten geleide demonstratie voor strengere wapenwetgeving die de grootste eendaagse protestdemonstratie in de geschiedenis van Washington was, volgens een meting door USA Today.

## Jeugd en opleiding
Braun werd geboren in de stad New York en heeft conservatieve Joodse ouders, Ervin en Susan (geboren Schlussel) Braun. Ervins ouders hebben de Holocaust overleefd en woonden tot 1956 in Hongarije. Ze zijn vlak voor de interventie door de Sovjet-Unie om de Hongaarse Opstand te onderdrukken naar de Verenigde Staten gevlucht. Ervin groeide op in Queens en werd tandarts; Susan Schlussel Braun werd orthodontist. Het paar ging na hun huwelijk in Greenwich, Connecticut wonen.
Braun heeft vier broers en zussen: Liza, Cornelio, Sam en Adam. Adam Braun is de oprichter van Pencils of Promise, een charitatieve instelling die zich richt op het bouwen van scholen in een ontwikkelingslanden.
Braun groeide op in Cos Cob, Connecticut en bezocht Greenwich High School waar hij verkozen werd tot klassenvertegenwoordiger. Hij speelde van zijn 13ste tot zijn 18ste voor het basketbalteam Connecticut Flame in de Amateur Athletic Union. Toen Braun 17 was adopteerden zijn ouders Sam Mahanga en Cornelio Giubunda, voormalig leden van het jeugdteam van Mozambique. Mahanga en Giubunda speelden destijds niet voor een club (het basketbalprogramma zat in een dip) zodat Ervin Braun hen kon overhalen om aan een all-star-toernooi deel te nemen. Mahanga en Giubunda werden de sterspelers in het Greenwich High basketbalteam, ondanks het feit dat ze door fans lastgevallen werden, een ervaring die de Braun familie enorm geraakt heeft. In de periode dat Braun op de Greenwich High School zat heeft hij een documentaire ingezonden voor een wedstrijd ter ere van National History Day met een 10-minuten durende video getiteld: The Hungarian Conflict (het Hongaarse conflict) over de Joodse bevolking in Hongarije voor, tijdens en na de Holocaust. De film won in wedstrijden op regionaal niveau en in de staat en werd vervolgens derde over het algemeen. Een familielid van Braun stuurde de film naar het kantoor van de regisseur Steven Spielberg die Brauns video vervolgens bij het United States Holocaust Memorial Museum indiende. Braun heeft gezegd dat de erkenning door Spielberg een van de meest inspirerende momenten in zijn leven was.
Braun heeft aan de Emory-universiteit in Atlanta gestudeerd waar hij ook tot zijn tweede jaar college basketbal heeft gespeeld. Hierna vroeg Dupri hem om hoofd marketing te worden bij zijn platenlabel, waarna Braun naar verluidt zijn studie heeft laten vallen zonder diploma te behalen.

## Carrière
Braun begon zijn carrière tijdens zijn studietijd bij Emory-universiteit in Atlanta met het organiseren van feestjes. Braun werd in 2002 ingehuurd om afterparty's te plannen in elk van de vijf steden op de Anger Management-tournee, met Ludacris en Eminem. Met deze lancering in de wereld van hiphop kwam Braun bij producent Jermaine Dupri, de regisseur van So So Def Recordings terecht. Braun was 19 jaar toen Dupri hem vroeg om voor So So Def te komen werken in een marketingrol en hij was 20 toen Dupri hem aanstelde als de executive director voor marketing van So So Def. Gedurende zijn tweede studiejaar bij Emory werkte hij voor So So Def en exploiteerde hij zijn eigen promotiebedrijf. Onder zijn grotere evenementen vallen feesten voor de 2003 NBA All-Star Game en afterparty's op de Onyx Hotel-tournee van Britney Spears. Braun heeft So So Def verlaten om zijn eigen onderneming te starten, waaronder een marketingbedrijf, muzieklabel en vertegenwoordiging van artiesten. Hij begon zijn eigen marketingbedrijf met de bemiddeling van een campagnedeal voor een bedrag van $12 miljoen tussen Ludacris en Pontiac; in de videoclip voor het nummer Two Miles an Hour van Ludacris was een Pontiac te zien en in de commercials van Pontiac werd het nummer gebruikt.
Braun zag Justin Bieber voor het eerst in een video van Bieber die op 12-jarige leeftijd op YouTube een nummer van Ne-Yo vertoonde. Braun heeft daarop contact opgenomen met Biebers moeder, Pattie Mallette, die ermee instemde om haar zoon naar Atlanta te brengen voor een vrijwillige proefperiode. Braun heeft hem uiteindelijk ervan kunnen overtuigen om permanent van Canada naar de Verenigde Staten te verhuizen. Braun heeft Bieber na nog meer online successen aan twee succesvolle artiesten geïntroduceerd: Usher en Justin Timberlake, die beiden aangaven geïnteresseerd te zijn. Ushers mentor, music executive L.A. Reid heeft Bieber vervolgens een overeenkomst laten tekenen voor Island Def Jam een partnerschap met RBMG Records.

### Film en televisie
Braun heeft de documentaire Never Say Never over de popster Bieber geproduceerd. MTV berichtte dat deze documentaire in 2011 "een documentaire met een van de of de hoogste brutowinst in de geschiedenis van de V.S." was. Het budget van de film was $13 miljoen en de film heeft wereldwijd meer dan $ 100 miljoen verdiend als de documentaire met de hoogste brutowinst tot heden. Braun is ook de uitvoerend producent voor de televisieserie Scorpion van CBS. Zijn eerste poging om de televisieserie Scorpion te produceren heeft geresulteerd in vier seizoenen en had tijdens de première in 2014 meer dan 26 miljoen kijkers. In 2018 berichtte Variety dat de televisiestudio FX een proefaflevering besteld had van een titelloze comedie show geproduceerd door Braun met acteur Kevin Hart en rapper Lil Dicky.

### SB Projects
In 2007 heeft Braun SB Projects opgericht, een amusements- en marketingbedrijf dat uit verschillende ondernemingen bestaat, waaronder Schoolboy Records, SB Management en Sheba Publishing, een songwritingbedrijf. De groep omvat ook RBMG, een joint-venture tussen Braun en Usher. School Boy Records had een overeenkomst voor muziekdistributie met Universal Music Group. Ariana Grande werd begin 2013 onder het beheer van Scooter Braun toegevoegd en in 2016 heeft Grande's label, Republic Records bevestigd dat Braun als haar hoofdmanager optrad en alle aspecten van haar carrière afhandelde. SB Ventures behandelt ook televisiecampagnes, naamsbekendheid, muzieklicentie-overeenkomsten en tourneesponsors--inclusief Justin Biebers sponsor door Calvin Klein van zijn Purpose World-tournee in 2016-2017. Het bedrijf heeft ook bemiddeld bij een partnerschap tussen Kanye West en sneakermerk Adidas.
Ithaca Ventures, Brauns holdingmaatschappij waaronder SB Projects valt heeft in 2010 $ 120 miljoen aangetrokken voor risicokapitaal, waaronder voor investeringen in Uber, Spotify en Editorialist. Fortune berichtte dat Ithaca Ventures een belang houdt in zeven van de grootste muziekmanagementbedrijven in het land. In de media werd bericht dat Ithaca, met $500 miljoen onder management per 2018, GoodStory Entertainment zou ondersteunen, een samenwerking tussen Braun en entertainment executive J.D. Roth, bij aankopen voor unscripted, live evenementen en documentaires.

### Mythos Studios
In 2018 berichtte The New York Times dat Braun zich bij David Maisel, oprichter en voorzitter van Marvel Studios had aangesloten om Mythos Studios op te richten.

### Prijzen en onderscheidingen
Braun stond op de omslag van Billboard in een speciale uitgave van 11 augustus 2012, "Forty Under Forty", getiteld "Scooter Braun and Other Power Players on the Rise". In 2013 stond hij op de lijst van "invloedrijkste personen ter wereld" van het tijdschrift Time. Hij stond ook een tweede keer op de omslag van Billboard in de uitgave van 20 april 2013, samen met Guy Oseary en Troy Carter. In 2016 won Scooter tijdens de derde jaarlijkse International Music Industry Awards de onderscheiding voor "Best Talent Manager". In 2017 stond Braun op de omslag van zowel Variety Hitmakers als Success.
Braun kreeg in 2018 de Music Biz 2018 Harry Chapin Memorial Humanitarian Award voor zijn filantropische inspanningen in 2017.

## Filantropie
Braun blijft bij verschillende goede doelen betrokken, waaronder de Braun Family Foundation. Veel van de artiesten die met Braun in zee gaan raken ook betrokken bij verschillende filantropische initiatieven. Braun is het meest bekend voor zijn ondersteuning van Pencils of Promise, dat door zijn jongere broer Adam Braun is opgericht. De jongere broer was geïnspireerd door het antwoord van een kind in India op de vraag wat zijn wens was. Het kind antwoordde: "een potlood" waardoor Adam besloot om Pencils of Promise op te richten om scholen in ontwikkelingslanden te bouwen. Braun en Bieber hebben deze organisatie actief gesteund. De liefdadigheidsinstelling heeft geholpen bij de bouw van meer dan 200 scholen in Azië, Afrika en Latijns-Amerika. Billboard berichtte dat Scooter Braun--samen met cliënten en zijn bedrijven-- met ingang van 2017 meer wensen voor Make-A-Wish heeft ingewilligd dan enige andere organisatie in de geschiedenis van de stichting. Scooter Braun heeft op de 2016 Billboard Touring Awards de Humanitarian Award ontvang voor zijn filantropische ondersteuning van Pencils of Promise, de Make-A-Wish Foundation en F*ck Cancer.
In 2017 noemde Billboard Scooter Braun de “eerste hulp” van de muziekindustrie toen hij het benefietconcert One Love Manchester en de telethon Hand in Hand: A Benefit for Hurricane Relief binnen enkele maanden van elkaar organiseerde. In maart 2018 organiseerde George Clooney, Braun en zijn team March for Our Lives, een door studenten geleide demonstratie voor strengere wapenwetgeving die plaatsvond in Washington, DC. Vox berichtte dat de mars de grootste was in de geschiedenis van de hoofdstad sinds de Vietnamoorlog.

## Privéleven
Braun begon in 2013 om te gaan met de Canadese gezondheidsactivist, filantroop en oprichter van F*ck Cancer, Yael Cohen. Het koppel is op 6 juli 2014 in Whistler, Brits-Columbia getrouwd. Op 6 februari werd hun eerste kind, Jagger Joseph Braun, in Los Angeles geboren. Hun tweede kind, Levi Magnus Braun, werd op 29 november 2016 geboren. CNBC berichtte dat Braun een aantal startups gefinancierd heeft, waaronder Uber, Lyft, Spotify, DropBox, Grab en Casper.

## Verwijzingen
1. ↑  Here's a Brand Name: Scooter Braun. Gearchiveerd op 26 december 2015. Geraadpleegd op 4 juni 2018.
2. ↑  Herrera, Monica, Justin Bieber – The Billboard Cover Story. Billboard. e5 Global Media (19 maart 2010). Gearchiveerd op 13 november 2017. Geraadpleegd op 6 mei 2011.
3. 1 2  Halperin, Shirley, Ariana Grande Returns to Scooter Braun Management. Billboard. e5 Global Media (23 september 2016). Gearchiveerd op 22 oktober 2017. Geraadpleegd op 23 september 2016.
4. ↑  Meet the Team. Scooter Brown.
5. ↑  Benjamin, Jeff, Psy Signs to Scooter Braun's Label, Will Appear at MTV VMAs. Billboard. Gearchiveerd op 1 juli 2016.
6. ↑  DJ Mag's twitter feed status update announcing Martin Garrix as nr. 1 DJ (19 oktober 2016).
7. 1 2  (en) Coscarelli, Joe, "A New Film Studio From the Moguls Behind Justin Bieber and Marvel", The New York Times, 27 maart 2018. Geraadpleegd op 2 april 2018.
8. ↑  Scooter Braun, David Maisel Form Mythos Studios. Variety. Gearchiveerd op 9 juni 2018. Geraadpleegd op 3 juni 2018.
9. ↑  The 2013 TIME 100: Scooter Braun. Time. Gearchiveerd op 17 november 2016. Geraadpleegd op 4 juni 2018.
10. ↑  March for Our Lives could be the biggest single-day protest in D.C.'s history. USA Today. Gearchiveerd op 13 juni 2018. Geraadpleegd op 4 juni 2018.
11. ↑  Lev, David, "Young Bieber Gets a Firsthand Lesson in Israeli Politics", Arutz 7. Gearchiveerd op 22 april 2017. Geraadpleegd op 7 januari 2015.
12. 1 2 3 4 5 6 7  Hodenfield, Chris, Brains & Braun. Greenwich Magazine (december 2010). Gearchiveerd op 3 mei 2012. Geraadpleegd op 7 december 2010.
13. ↑  Schuster, Dana, Bringing Up Bieber. New York Post (15 augustus 2010). Geraadpleegd op 11 januari 2011.
14. 1 2  Liza Braun bio. goduke.com (29 oktober 2009). Gearchiveerd op 30 maart 2019. Geraadpleegd op 14 maart 2014.
15. ↑  Scooter Braun Confirms That Justin Bieber Says the Shema Before Every Show (17 januari 2012). Geraadpleegd op 7 januari 2015.
16. 1 2 3 4  Ward, Coley, Scooter Braun is the Hustla: How a white kid from the North became a power player in Atlanta hip-hop. clatl.com (10 mei 2006). Geraadpleegd op 13 december 2010.
17. 1 2 3  Widdycombe, Lizzy, Teen Titan. The New Yorker (3 september 2012). Geraadpleegd op 27 juni 2013.
18. ↑  Jerusalem Post: "Braun and Brains Behind Bieber" by David Brinn and Amy Spiro, jpost.com, 14 mei 2013
19. ↑  Halperin, Shirley, The Brains Behind Bieber: A Conversation with Scooter Braun. Hollywood Reporter (22 november 2010). Geraadpleegd op 12 december 2010.
20. ↑  Duffy, Thom (22 augustus 2009). 30 Under Thirty 2009 121 (Nielsen Business Media). ISSN: 0006-2510. Geraadpleegd op 11 mei 2015.
21. ↑  Halperin, Shirley, Justin Bieber Cover: The Team and Strategy Behind Making Him a Star. The Hollywood Reporter (9 februari 2011). Geraadpleegd op 11 mei 2015. “The resulting joint venture, which took six months to come together, is a straightforward 50-50 split between IDJ and the newly formed Raymond Braun Media Group.”
22. ↑  JUSTIN BIEBER'S 'NEVER SAY NEVER' IS THIRD-HIGHEST-GROSSING DOCUMENTARY OF ALL TIME. MTV. Gearchiveerd op 31 maart 2019. Geraadpleegd op 15 juni 2018.
23. ↑  Scooter Braun’s Movie Business Expanding Well Beyond Justin Bieber. Variety. Geraadpleegd op 15 juni 2018.
24. ↑  Scooter Braun is best known for Bieber, but ‘Scorpion’ is his real breakout hit. The Washington Post. Geraadpleegd op 4 juni 2018.
25. ↑  Audience For CBS’ Premiere of ‘Scorpion’ Tops 26 Million Via 35-Day Multi-Platform Viewing. Variety. Geraadpleegd op 4 juni 2018.
26. ↑  FX Orders Lil Dicky Comedy Pilot With Kevin Hart, Scooter Braun Producing. Variety. Geraadpleegd op 22 juni 2018.
27. ↑  SB Projects - Music. scooterbraun.com. Geraadpleegd op 11 mei 2015.
28. ↑  La Puma, Joe, No Ceilings: Inside Scooter Braun’s Growing Empire. Complex (9 februari 2015). Geraadpleegd op 11 mei 2015.
29. ↑  Don’t blame Justin Bieber for Ariana Grande manager split. pagesix.com (13 februari 2016). Geraadpleegd op 1 november 2017.
30. ↑  EXCLUSIVE: The Real Reason Ariana Grande Fired Scooter Braun as Her Manager. yahoo.com. Gearchiveerd op 12 juli 2017. Geraadpleegd op 1 november 2017.
31. ↑  Meet the Six Key Execs Who Help Scooter Braun Care for Roster of Clients. Geraadpleegd op 4 juni 2018.
32. ↑  Kanye West and Manager Scooter Braun Part Ways Professionally. Variety. Geraadpleegd op 22 juni 2018.
33. 1 2  Meet the Powerhouse Behind Justin Bieber's Success. Fortune. Geraadpleegd op 15 juni 2018.
34. ↑  Scooter Braun’s Hit Factory. The Wall Street Journal. Geraadpleegd op 15 juni 2018.
35. ↑  Scooter Braun Teams With JD Roth to Form Unscripted Content Studio. Variety. Geraadpleegd op 15 juni 2018.
36. ↑  Scooter Braun & JD Roth Launch Unscripted Content Studio GoodStory Entertainment. Deadline. Geraadpleegd op 26 juni 2018.
37. ↑  (en) Ivie, Devon, "Justin Bieber’s Manager Is Going to Make Marvel Superhero Movies", Vulture. Geraadpleegd op 2 april 2018.
38. ↑  (en) "Justin Bieber's manager Scooter Braun is making comic book movies now - NME", NME, 28 maart 2018. Geraadpleegd op 2 april 2018.
39. ↑  Katzenberg, Jeffrey, Scooter Braun: The 100 Most Influential People in the World. time.com (18 april 2013). Geraadpleegd op 23 april 2013.
40. ↑  Hampp, Andrew, How Guy Oseary, Scooter Braun and Troy Carter Are Finding the Rock Stars of Tech: Billboard Cover Story. Billboard (22 april 2013). Gearchiveerd op 31 maart 2019. Geraadpleegd op 23 april 2013.
41. ↑  Award Winners Unveiled At The 3rd Annual 'International Music Industry Awards' At Musexpo L.A. In Partnership With Shazam. allaccess.com. Geraadpleegd op 1 november 2017.
42. ↑  The Secrets of Scooter Braun’s Success: Compassion, Loyalty and a Golden Ear. Variety. Geraadpleegd op 4 juni 2018.
43. ↑  The Ripple Effects of Gratitude. Success. Geraadpleegd op 4 juni 2018.
44. ↑  Scooter Braun Urges Nashville to Join Gun Control Debate at Music Biz 2018: 'Get on the Right Side of History'. Billboard. Geraadpleegd op 4 juni 2018.
45. ↑  L.A. Clippers Foundation, Patrick Beverley and Braun Family Foundation renovate L.A. elementary school playground. National Basketball Association. Geraadpleegd op 3 juni 2018.
46. ↑  How Ariana Grande’s Manchester Benefit Came Together So Quickly. The New York Times. Geraadpleegd op 3 juni 2018.
47. ↑  Halperin, Shirley, Adam Braun on Pencils of Promise and How Justin Bieber Is 'Making the World Better. The Hollywood Reporter (28 juli 2011). Geraadpleegd op 13 januari 2012.
48. ↑  Pencils Of Promise Founder Adam Braun On How Serving As A Mentor Is An Illuminating Gift. Forbes. Geraadpleegd op 27 november 2015.
49. ↑  Scooter Braun Receiving Humanitarian Award at Music Biz 2018. Billboard. Geraadpleegd op 4 juni 2018.
50. ↑  Scooter Braun on Karma & How His Wife's Work With Cancer Patients Keeps His Problems In Perspective. Billboard. Geraadpleegd op 7 november 2016.
51. ↑  Hurricane Telethon Highlights Scooter Braun's Other Job: Music's First Responder. Billboard. Geraadpleegd op 4 juni 2018.
52. ↑  It’s official: March for Our Lives was one of the biggest youth protests since the Vietnam War. Vox. Geraadpleegd op 4 juni 2018.
53. ↑  Nessif, Bruna, Justin Bieber's Manager Scooter Braun Engaged to Yael Cohen. E! Online (6 januari 2014).
54. ↑  Lee, Esther, "Scooter Braun Marries Yael Cohen: Justin Bieber's Manager Wedding Pictures and Guest Details", Us Weekly, 7 juli 2014.
55. ↑  "Justin Bieber's Manager Scooter Braun Marries Yael Cohen", E! Online, 7 juli 2014.
56. ↑  Scooter Braun’s Hit Factory. The Wall Street Journal. Geraadpleegd op 4 juni 2018.
57. ↑  Webber, Stephanie, "Scooter Braun, Justin Bieber's Manager, Welcomes First Child With Wife Yael Cohen", Us Weekly, 7 februari 2015.
58. ↑  Scooter Braun Welcomes Baby Boy With Wife Yael -- Find Out His Cute Name!. Entertainment Tonight. Gearchiveerd op 30 maart 2019. Geraadpleegd op 4 juni 2018.
59. ↑  An investor behind Justin Bieber and Uber reveals what makes a great entrepreneur. CNBC. Geraadpleegd op 22 juni 2018.

- Biblioteca Nacional de España: XX5136766
- International Standard Name Identifier: 0000 0004 4463 5294
- Library of Congress Control Number: no2011069793
- MusicBrainz: 2fe80848-6b7f-4d12-bb50-b987dd1fbcda
- Virtual International Authority File: 171154492
- WorldCat: E39PBJrrq8Ck4XYK4mKMffQrMP